# 于立新
于立新（1965年11月—），内蒙古赤峰人，蒙古族。1987年7月参加工作，1992年6月加入中国共产党。中华人民共和国政治人物、第十三届全国人民代表大会内蒙古地区代表。曾任中共呼伦贝尔市委书记。现任中共内蒙古自治区党委常委、秘书长。

## 生平

### 内蒙古电力
1983年9月，内蒙古工学院机械制造工艺设备及自动化专业学习。 1987年至2013年，在内蒙古电力行业任职。从技术员、科长、处长、局长、到内蒙古电力（集团）有限责任公司总经理。
2013年8月，任内蒙古电力（集团）有限责任公司总经理（正厅级）、党委副书记、董事。

### 呼和浩特
2015年5月，任呼和浩特市委副书记、政法委书记 （正厅级）。

### 呼伦贝尔
2016年2月，任呼伦贝尔市市长。
2018年3月，任中共呼伦贝尔市委书记。

### 秘书长
2021年11月，当选中共内蒙古自治区党委常委。同年12月，任自治区党委秘书长。